# C9orf92
C9orf92 (англ. Chromosome 9 open reading frame 92) – білок, який кодується однойменним геном, розташованим у людей на 9-й хромосомі. Довжина поліпептидного ланцюга білка становить 77 амінокислот, а молекулярна маса — 8 520.
| 10         |  | 20         |  | 30         |  | 40         |  | 50         |
| ---------- |  | ---------- |  | ---------- |  | ---------- |  | ---------- |
| MARFQRTKER |  | EEDRCSLNIY |  | YVRNTTQGTA |  | PACVGKRMQP |  | SPTGKGGKCC |
| TVHGLTRKIH |  | NVQPNLQSPI |  | LSAACVD    |  |            |  |            |

A: Аланін

C: Цистеїн

D: Аспарагінова кислота

E: Глутамінова кислота

F: Фенілаланін

G: Гліцин

H: Гістидин

I: Ізолейцин

K: Лізин

L: Лейцин

M: Метіонін

N: Аспарагін

P: Пролін

Q: Глутамін

R: Аргінін

S: Серин

T: Треонін

V: Валін

Задіяний у такому біологічному процесі, як альтернативний сплайсинг. 